# Hương Thủy (thị xã)
Hương Thủy là một thị xã thuộc thành phố Huế, Việt Nam.

## Địa lý
Thị xã Hương Thủy nằm ở khu vực trung tâm thành phố Huế, có vị trí địa lý:
- Phía đông và phía nam giáp huyện Phú Lộc
- Phía tây giáp quận Thuận Hóa, thị xã Hương Trà và huyện A Lưới
- Phía bắc giáp huyện Phú Vang.

Thị xã có diện tích 426,96 km², dân số năm 2020 là 95.299 người, mật độ dân số đạt 223 người/km².
Đây là địa phương có dự án Đường cao tốc Cam Lộ – La Sơn đang được xây dựng đi qua.

## Hành chính
Thị xã Hương Thủy gồm có 10 đơn vị hành chính cấp xã trực thuộc, bao gồm 5 phường: Phú Bài, Thủy Châu, Thủy Dương, Thủy Lương, Thủy Phương và 5 xã: Dương Hoà, Phú Sơn, Thủy Phù, Thủy Tân, Thủy Thanh.

## Lịch sử
Sau năm 1975, huyện Hương Thủy có 11 xã: Thủy An, Thủy Bằng, Thủy Biều, Thủy Châu, Thủy Dương, Thủy Lương, Thủy Phù, Thủy Phương, Thủy Tân, Thủy Thanh và Thủy Vân.
Ngày 11 tháng 3 năm 1977, huyện Hương Thủy hợp nhất với huyện Phú Vang thành huyện Hương Phú, thuộc tỉnh Bình Trị Thiên.
Ngày 18 tháng 5 năm 1981, thành lập xã Phú Sơn ở khu kinh tế mới Khe Sòng.
Ngày 11 tháng 8 năm 1981, các xã Thủy Bằng, Thủy Biều, Thủy An (nay là 2 phường An Đông và An Tây), Thủy Dương và một phần xã Thủy Vân (các xóm Cồn Trâu, Cổ Thành, Vườn Trầu, Đồng Giáp) được sáp nhập vào thành phố Huế.
Ngày 17 tháng 9 năm 1981, thành lập xã Dương Hòa tại vùng kinh tế mới.
Ngày 6 tháng 1 năm 1983, thành lập thị trấn Phú Bài thuộc huyện Hương Phú trên cơ sở tách các thôn Phủ Lương thuộc xã Thủy Châu, thôn 1, thôn 2 thuộc xã Thủy Lương và sân bay Phú Bài, có tổng diện tích tự nhiên 700 ha.
Ngày 30 tháng 6 năm 1989, tỉnh Thừa Thiên Huế được tái lập từ tỉnh Bình Trị Thiên.
Tháng 9 năm 1990, Hội đồng Bộ trưởng quyết định chia lại huyện Hương Phú thành hai huyện Hương Thủy và Phú Vang; đồng thời chuyển 2 xã Thủy Bằng và Thủy Dương thuộc thành phố Huế về huyện Hương Thủy quản lý. Huyện Hương Thủy có 11 xã và 1 thị trấn, bao gồm thị trấn Phú Bài và các xã Thủy Lương, Thủy Châu, Thủy Phương, Thủy Dương, Thủy Bằng, Thủy Phù, Thủy Tân, Thủy Thanh, Thủy Vân, Dương Hòa, Phú Sơn.
Ngày 10 tháng 6 năm 2009, Bộ Xây dựng ban hành Quyết định 659/QĐ-BXD về việc công nhận thị trấn Phú Bài mở rộng là đô thị loại IV.
Ngày 9 tháng 2 năm 2010, Chính phủ ban hành Nghị quyết 08/NQ-CP chuyển huyện Hương Thủy thành thị xã Hương Thủy. Đồng thời, chuyển thị trấn Phú Bài và 4 xã Thủy Châu, Thủy Dương, Thủy Lương, Thủy Phương thành 5 phường có tên tương ứng. Sau khi thành lập, thị xã Hương Thủy có 5 phường và 7 xã trực thuộc.
Ngày 27 tháng 4 năm 2021, Ủy ban Thường vụ Quốc hội ban hành Nghị quyết số 1264/NQ-UBTVQH14 (nghị quyết có hiệu lực từ ngày 1 tháng 7 năm 2021). Theo đó, chuyển 2 xã Thủy Bằng và Thủy Vân về thành phố Huế quản lý.
Thị xã Hương Thủy có 5 phường và 5 xã như hiện nay.
Ngày 30 tháng 11 năm 2024, Quốc hội ban hành Nghị quyết số 175/2024/QH15 (nghị quyết có hiệu lực từ ngày 1 tháng 1 năm 2025) về việc thành lập thành phố Huế trực thuộc trung ương. Theo đó, thị xã Hương Thủy thuộc thành phố Huế.

## Kinh tế
Công nghiệp: có khu công nghiệp Phú Bài, cụm công nghiệp Thủy Phương.
Nông nghiệp: Cây trồng chủ yếu là lúa, sắn, rau, màu, cây ăn quả, cây công nghiệp (cao su, cà phê). Chăn nuôi: gia súc, gia cầm.
Lâm nghiệp: Trồng rừng, khai thác đặc sản rừng, gia công đồ gỗ.
Ngư nghiệp: Đánh bắt thủy sản, nuôi tôm, cá.
Thương mại, dịch vụ, du lịch: Hoạt động du lịch chủ yếu là các tuyến du lịch đến các di tích lịch sử như: cầu ngói Thanh Toàn.

## Xã hội

### Giáo dục
Trên địa bàn thị xã có 2 trường THPT công lập là:
- Trường THPT Phú Bài (đóng tại phường Thủy Châu)
- Trường THPT Hương Thủy (đóng tại phường Thủy Phương).

Ngoài ra, còn có:
- Trung tâm GDNN-GDTX thị xã Hương Thủy
- Trung tâm Giáo dục Quốc phòng và An ninh – Đại học Huế.

Ở các phường, xã  đều có đầy đủ các trường THCS, Tiểu học, Mầm non.

### Y tế
Có 1 bệnh viện đa khoa và 10 trạm y tế ở các xã, phường.

## Giao thông
Thị xã Hương Thủy thông thương với trong tỉnh và các vùng khác qua các tuyến đường: Cảng hàng không quốc tế Phú Bài, Quốc lộ 1, tuyến đường sắt Bắc Nam và các tuyến đường tỉnh lộ khác.